# Orquesta Sinfónica Nacional (México)
La Orquesta Sinfónica Nacional (OSN) es el ensamble orquestal más importante de México. Tiene como antecedente directo la Orquesta Sinfónica de México fundada por Antonieta Rivas Mercado y dirigida por Carlos Chávez en 1928. Anteriormente, de 1915 a 1926, existió con el mismo nombre de Orquesta Sinfónica Nacional, sucesivamente bajo la dirección de los maestros Jesús M. Acuña, Manuel M. Ponce y Julián Carrillo. Sin embargo, sus orígenes se remontan a 1854, bajo la dirección de Carlos Laugier, por lo que es, junto con la Orquesta Filarmónica de Jalisco (fundada en 1857 como Orquesta Sinfónica de la Sociedad de Santa Cecilia, homónima de la de Ciudad de México), la orquesta sinfónica profesional más antigua del país. No cuenta con una sede permanente, pero se presenta regularmente en la Sala Principal del Palacio de Bellas Artes de la Ciudad de México. Depende del Instituto Nacional de Bellas Artes.

## Historia
El 18 de marzo de 1854, la Sociedad Filarmónica de Santa Cecilia, encabezada por los músicos franceses Charles (Carlos) Laugier, Alfredo Bablot y Jules (Julio) Clement, instituyó un coro y una orquesta sinfónica con su propia academia musical y un órgano de comunicación impreso, en francés. Esta agrupación tuvo actividad intermitente durante la Guerra de Reforma, pero más tarde consolidó su trabajo durante el Segundo Imperio mexicano, con el apoyo de Maximiliano de Habsburgo. Al término de esa etapa, la agrupación se incorporó al Conservatorio de Música de la Sociedad Filarmónica Mexicana, institución nacionalizada en 1877 por el presidente Porfirio Díaz. A parir de entonces ofreció conciertos con el nombre de Orquesta Sinfónica del Conservatorio. Fue durante la Revolución mexicana que adquirió el nombre institucionalizado de Orquesta Sinfónica Nacional de México, teniendo como primer director titular al maestro Jesús M. Acuña.
Fue, de hecho, al inicio del gobierno del presidente Venustiano Carranza, en 1915, que la orquesta tomó el nombre de Sinfónica Nacional, y pasó a depender del nuevo Departamento de Bellas Artes, antiguamente Ministerio de Instrucción Pública y Bellas Artes. Durante ese periodo su director fue Jesús M. Acuña, seguido de Manuel M. Ponce, quien solicitó una licencia sin goce de sueldo y, por ello, la orquesta terminó sus presentaciones en 1918. En 1920 Julián Carrillo se convirtió en el director artístico de la orquesta, la cual acabó por desaparecer como tal en 1924, en una época en el que los integrantes de la orquesta no recibían un sueldo fijo sino pagos por conciertos. En esa modalidad, la agrupación tuvo actividad hasa 1926.
Ante dicho escenario crítico, un grupo de jóvenes músicos encabezados por Carlos Chávez, se propusieron formar una nueva agrupación, que tomó el nombre de Orquesta Sinfónica Mexicana en 1928, que cambió a los pocos meses su nombre por Orquesta Sinfónica de México. Al no existir un apoyo oficial para ello, esta nueva orquesta nutrió sus finanzas de aportaciones de un Comité Patrocinador, entre quienes se contaba a Antonieta Rivas Mercado, Genaro Estrada, y el entonces embajador de Estados Unidos en México, Dwight Morrow. La apertura de la primera temporada de conciertos de la orquesta fue el 2 de septiembre de 1928. Participó en la inauguración del Palacio de Bellas Artes el 29 de septiembre de 1934. El 15 de agosto de 1941, bajo la batuta de Chávez, la OSN interpretó por primera vez el famoso Huapango de José Pablo Moncayo.
Chávez colaboró con Silvestre Revueltas en repetidas ocasiones, hasta el rompimiento entre ambos músicos a raíz de la composición de Redes. En 1946 es creado el Instituto Nacional de Bellas Artes (INBA) bajo la dirección del mismo Chávez, y con ello pasa a ser la Orquesta Sinfónica del Conservatorio Nacional, hasta que el 25 de abril de 1949 un decreto presidencial determinó la creación de la Orquesta Sinfónica Nacional, disolviéndose así la asociación civil bajo la cual se rigió dos décadas atrás. Chávez tomó la dirección del INBA y Moncayo asumió la dirección de la OSN, quien la dirigió hasta 1954.
Ha obtenido diversos reconocimientos, como la nominación al Grammy Latino 2002 al Mejor Álbum Clásico y el premio Lunas del Auditorio en 2004 como mejor espectáculo clásico.

## Directores
- Jesús M. Acuña (1915-1916)
- Manuel M. Ponce (1916-1920)
- Julián Carrillo (1920 - 1924)
- Carlos Chávez (1928 - 1941)
- Eduardo Hernández Moncada (1947-1949)
- José Pablo Moncayo (1949-1954)
- Luis Herrera de la Fuente (1954-1972)
- Carlos Chávez (1973)
- Sergio Cárdenas (1979-1984)
- José Guadalupe Flores (1985-1986)
- Francisco Savín (1986-1988)
- Luis Herrera de la Fuente (1989-1990)
- Enrique Diemecke (1990-2007)
- Carlos Miguel Prieto (2007-2022)
- Ludwig Carrasco (2023-presente)

## Discografía
- 1993 - Moncayo, Revueltas, Chávez, en vivo desde la Sala Nezahualcóyotl.
- 2002 - Los conciertos para violín y piano de Carlos Chávez, en vivo desde el Palacio de Bellas Artes (nominado al Grammy Latino)
- 2004 - Sonidos de un espacio en libertad